# Kamionka (rejon szczuczyński)
Kamionka (biał. Каменка, Kamienka) – agromiasteczko na Białorusi w rejonie szczuczyńskim obwodu grodzieńskiego, siedziba sielsowietu Kamionka. 

## Historia
W czasach zaborów w granicach Imperium Rosyjskiego, w guberni grodzieńskiej, w powiecie grodzieńskim.
W latach 1921–1939 miasteczko i folwark leżał w Polsce, w województwie białostockim, w powiecie grodzieńskim a od 1929 w województwie nowogródzkim, w powiecie szczuczyńskim, w gminie Kamionka.
Według Powszechnego Spisu Ludności z 1921 roku miasteczko zamieszkiwało 569 osób, 232 były wyznania rzymskokatolickiego, 8 prawosławnego, 326 mojżeszowego i 3 mahometan. Jednocześnie wszyscy mieszkańcy zadeklarowali polską przynależność narodową. Było tu 105 budynków mieszkalnych. Pobliski folwark – położony na południe od miasteczka – posiadał 4 budynki mieszkalne, wśród 94 mieszkańców było 29 rzymskich katolików, 61 prawosławnych i 4 wyznawców wiary mojżeszowej. Jednocześnie 50 osób zadeklarowało polską przynależność narodową a aa białoruską.
Miejscowość należała do parafii prawosławnej w m. Jatwiesk i rzymskokatolickiej w Kamionce. W 1933 podlegała pod Sąd Grodzki w Szczuczynie i Okręgowy w Wilnie; właściwy urząd pocztowy mieścił się w miasteczku.
W wyniku napaści ZSRR na Polskę we wrześniu 1939 miejscowość znalazła się pod okupacją sowiecką. 2 listopada została włączona do Białoruskiej SRR. 4 grudnia 1939 włączona do nowo utworzonego obwodu białostockiego. Od czerwca 1941 roku pod okupacją niemiecką. 22 lipca 1941 r. włączona w skład okręgu białostockiego III Rzeszy. W 1944 miejscowość została ponownie zajęta przez wojska sowieckie i włączona do obwodu grodzieńskiego Białoruskiej SRR.
Od 1991 w składzie niepodległej Białorusi.

## Religia
- Kościół Św. Antoniego z Padwy
- Cmentarz żydowski